# Paulo Lopes
Paulo Lopes este un oraș în Santa Catarina (SC), Brazilia.